# Strzelectwo na Letnich Igrzyskach Olimpijskich 1936
Strzelectwo na Letnich Igrzyskach Olimpijskich 1936 w Berlinie rozgrywane było w dniach 6–7 sierpnia. W zawodach wzięło udział 141 strzelców, wyłącznie mężczyzn, z 29 krajów. Pierwszy medal dla Polski w tej dyscyplinie wywalczył Władysław Karaś.

## Medaliści
| Konkurencja                                   | Złoto              | Srebro          | Brąz                    |
| Karabin małokalibrowy leżąc, 50 m (szczegóły) | Willy Røgeberg     | Ralph Berzsenyi | Władysław Karaś         |
| Pistolet dowolny, 50 m (szczegóły)            | Torsten Ullman     | Erich Krempel   | Charles des Jammonières |
| Pistolet szybkostrzelny, 25 m (szczegóły)     | Cornelius van Oyen | Heinz Hax       | Torsten Ullman          |

## Klasyfikacja medalowa
| Lp. | Państwo    |   |   |   | Razem |
| --- | ---------- | - | - | - | ----- |
| 1.  | III Rzesza | 1 | 2 | 0 | 3     |
| 2.  | Szwecja    | 1 | 0 | 1 | 2     |
| 3.  | Norwegia   | 1 | 0 | 0 | 1     |
| 4.  | Węgry      | 0 | 1 | 0 | 1     |
| 5.  | Francja    | 0 | 0 | 1 | 1     |
| 5.  | Polska     | 0 | 0 | 1 | 1     |